# Lugnet (naturreservat, Gnesta kommun)
Lugnet är ett naturreservat i Gnesta kommun  i Södermanlands län.
Området är naturskyddat sedan 2012 och är 16 hektar stort. Reservatet ligger sträcker sig österut från Stora Kvarnsjön nordöstra strand och består av brandpräglad naturskog med träd av tall och asp samt död ved.